# Wohnhaus Schnoor 9

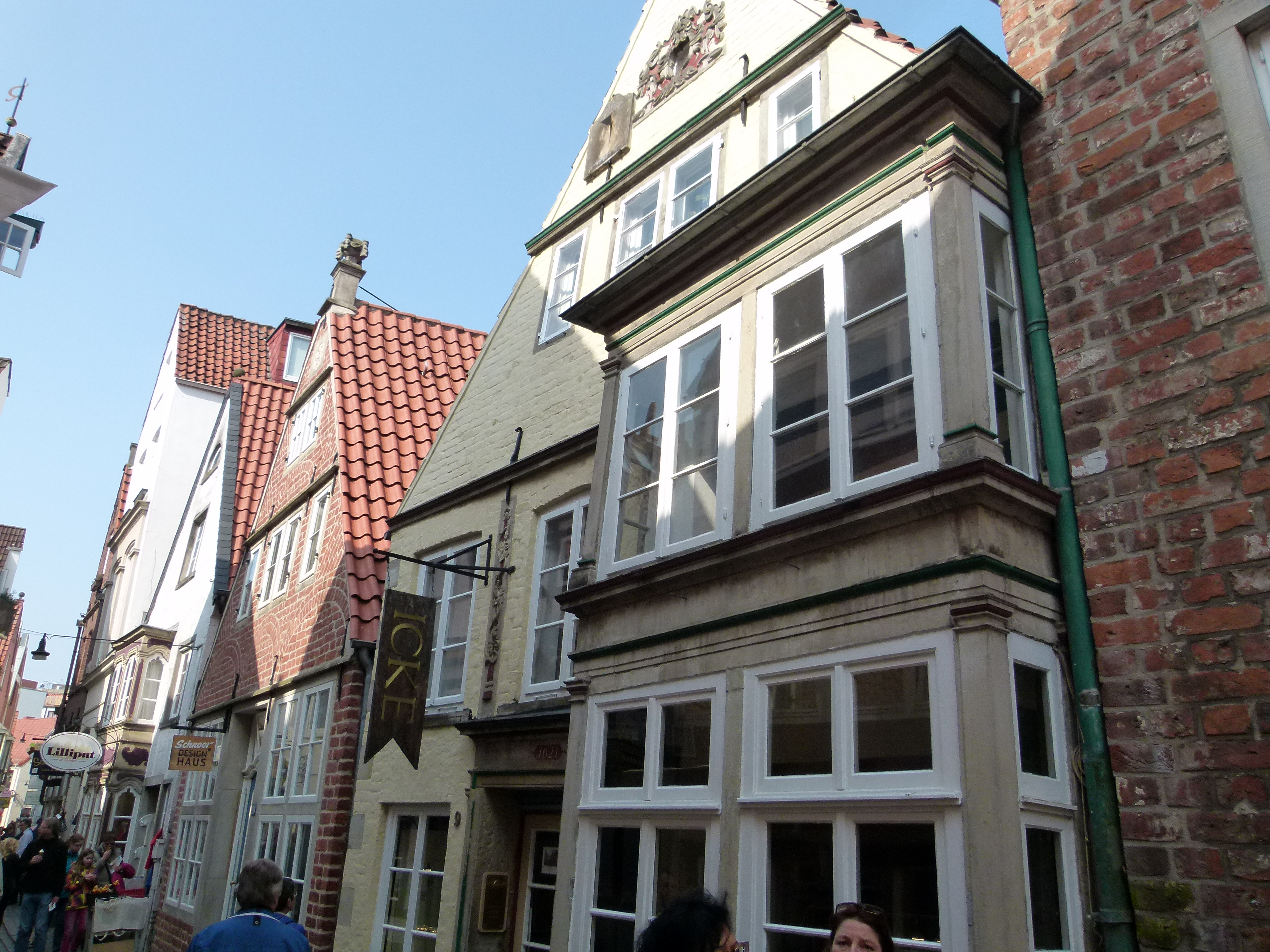
Schnoor 9, vorne

Das Wohnhaus Schnoor 9 befindet sich in Bremen, Stadtteil Mitte im  Schnoorviertel, Schnoor 9. Es entstand um 1620.

Das Gebäude steht seit 1917 unter Bremer Denkmalschutz.

## Geschichte

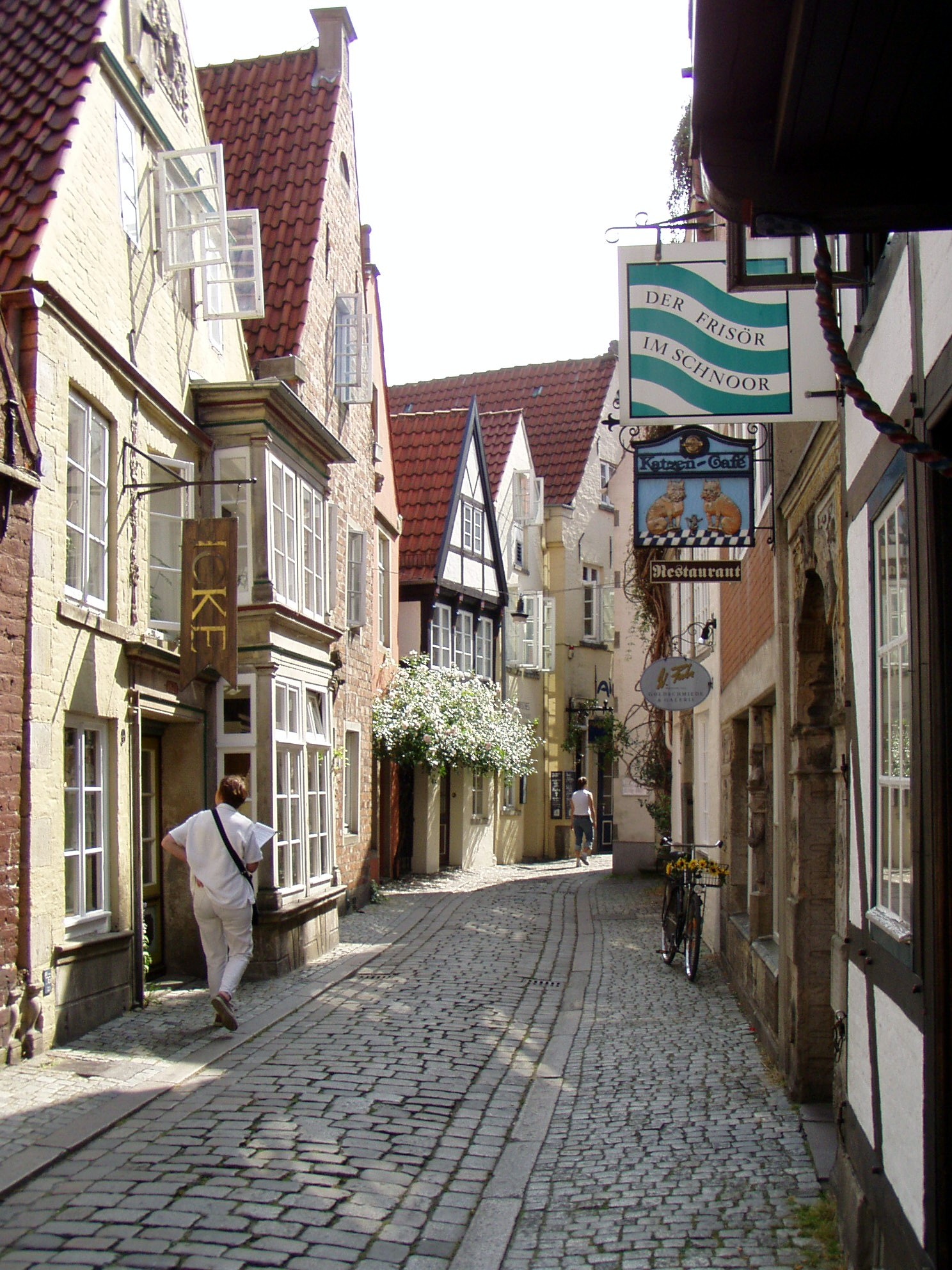
Schnoor Nr. 3 (hinten) bis 9 (vorne)

Die ursprüngliche Bevölkerung des Schnoors bestand überwiegend aus Flussfischern und Schiffern. In der Epoche des Klassizismus und des Historismus entstanden von um 1800 bis 1890 die meisten oft kleinen Gebäude. Im weiteren Verlauf wurde es zum Arme-Leute-Viertel, das in weiten Bereichen verfiel – vor allem nach dem Zweiten Weltkrieg.
1959 wurde von der Stadt ein Ortsstatut zum Schutz der erhaltenswerten Bausubstanz beschlossen. Die Häuser wurden dokumentiert und viele seit den 1970er Jahren unter Denkmalschutz gestellt. Ab den 1960er Jahren fanden mit Unterstützung der Stadt Sanierungen, Lückenschließungen und Umbauten im Schnoor statt.
Das zweigeschossige, verputzte Giebelhaus mit einem Satteldach, den zweigeschossigen Erkern (vorne und hinten), dem einfachen hinteren Fachwerk, der 1968 sanierten Sonnenuhr von „Anno 1727“ (Inschrift: W:D:S:S:K:S:V:G:U:Z und D:G:L:P:S:D) und dem Wappen im Giebeldreieck und der betonten Giebelspitze als Giebelzinne wurde um 1620 in der Epoche der Renaissance gebaut. Um 1968 erfolgte eine Sanierung, die durch den BDA-Preis 1974 anerkannt wurde.

Heute (2018) wird das Haus durch einen Laden und zum Wohnen genutzt.
Der niederdeutsche Straßenname Schnoor (Snoor) bedeutet Schnur: Hier stehen die Häuser wie an einer Schnur aufgereiht. Der Name kam aber durch das Schiffshandwerk und der Herstellung von Seilen und Taue (= Schnur). 